# Урбанонім
Урбанонім (від лат. urbanus — «місто» та грец. όνομα — «ім'я», міське ім'я, міська назва) — топонім, ім'я, назва внутрішньоміського топографічного об'єкта (вулиці, проспекту, бульвару, провулку, будь-якого об'єкта міста, що має ім'я).
Урбаноніми — вид топонімів, які позначають власне ім'я будь-якого внутрішньоміського топографічного об'єкта.
Урбаноніми виконують дві основні функції:
- ідентифікувальну — виділення і розрізнення однотипних об'єктів:
- інформативну — орієнтація людини в навколишньому просторі, у місті.

Аналіз наявних у лінгвістиці підходів до класифікації урбанонімів, сприяє  уточненню  їх  лінгвістичного  статусу:  урбанонім –назва внутрушньоміського  об'єкта, яка відображає семантичний образ міста, зафіксовує  історію  розвитку  урбанонімних  структур,  їх  соціальну  та етнокультурну   функцію.   Урбанонімний   простір – сукупність урбанонімних  одиниць,  які  підпорядковуються  лінгвістичним  та соціокультурним  й  етнокультурним  законам.  Систематизація  різних підходів  дає  змогу  уніфікувати  розрізнені  думки  щодо  термінології  та визначити місце урбанонімів узагальній класифікації топонімів у такій послідовності: онімний простір → топонімний простір → урбанонімний простір. Урбанонімний простір – частина загального онімного простру, сформованого на засадах цілісності та відносної стабільності в розвитку.
Згідно з А. Білецьким і Н. Подольською, урбаноніми є підкласом топонімів і поділяються на годоніми (назви вулиць, провулків, проспектів, бульварів, набережних), агороніми (площі, майдани), мікрохороніми (дендроніми (парки), помаріоніми (сади), некроніми (цвинтарі), міські пляжі і т. п.).
Також у міській топоніміці вирізняють: кварталоніми (назви окремих мікрорайонів, кварталів), теоніми (назви релігійних об'єктів), еклезіоніми (монастирі, церкви, каплиці, хрести), ойкодоніми (власні назви будівель, споруд), понтоніми (мости), віваріоніми (зоопарки), піскіноніми (назви штучно створених водойм), скатуріоніми (криниці), фазендоніми (дачі, заміські будинки), сепулкроніми (окремі могили, пам'ятні насипи), траєктіоніми (переїзди, переходи).
Урбанонімний  простір  функціонує  як  цілісна  система,  у  якій виникнення  нових  назв  внутрішньоміських  об'єктів,  з  одного  боку, підпорядковане законам мови, а з іншого, – на цей процес впливають позамовні фактори, насамперед соціально-економічні, етнокультурні, етноментальні   тощо.   В   урбанонімному   просторі   одночасно співіснують  й  старі  назви,  й  нові,  утворені  згідно  з  нормами  мови. Урбанонімний  простір  дуже  мінливий,  адже  межі  міста  змінюють доволі  швидко,  й  поступово  залучають  топоніми,  ойконіми, полісоніми, гідроніми, комоніми тощо, які стають його невіддільною частиною.  Урбанонімізація  позаміських  об'єктів  безпосередньо відображає ті процеси, під впливом яких утворюються урбаноніми. У формуванні  урбанонімії  задіяні  переважно  топоніми – назви географічних об'єктів. Вони стають власними назвами, закріпленими у  міському  просторі.  Це  явище,  а  також  те,  що  урбанонім,  як  і топонім,  позначає  географічне  положення  об'єкта,  вказує  на  його розташування  та  виконує  адресно-інформативну  функцію,  вплинуло на  більшість  класифікацій,  запропонованих  ученими:  класифікація урбанонімів, як і топонімів, здійснюється на спільних засадах.